# Синтай (уезд)
Синта́й (кит. упр. 邢台, пиньинь Xíngtái) — бывший уезд городского округа Синтай провинции Хэбэй (КНР).

## История
Во времена империи Хань был создан уезд Сянго (襄国县). При империи Суй он был переименован в Лунган (龙冈县). В 596 году из него был выделен уезд Шахэ (沙河县). При империи Сун в 1120 году уезд Лунган был переименован в Синтай.
В августе 1949 года был создан Специальный район Синтай (邢台专区), и уезд вошёл в его состав. В 1953 году посёлок Синтай был поднят в статусе до города и выделен из состава уезда. В мае 1958 года Специальный район Синтай был расформирован, и к уезду Синтай были присоединены уезд Шахэ и город Синтай (опять ставший посёлком), а сам уезд вошёл в состав Специального района Ханьдань (邯郸专区). В мае 1961 года Специальный район Синтай был создан вновь, и уезд Синтай опять вошёл в его состав. В июле 1961 года из уезда Синтай был вновь выделен уезд Шахэ и город Синтай. В 1969 году Специальный район Синтай был переименован в Округ Синтай (邢台地区).
В 1993 году решением Госсовета КНР были расформированы округ Синтай и город Синтай, и образован Городской округ Синтай.
Постановлением Госсовета КНР от 5 июня 2020 года уезд Синтай был расформирован, а его земли вошли в состав районов городского подчинения Сянду и Синьду.

## Административное деление
Уезд Синтай делится на 12 посёлков и 6 волостей.